# Tribonyx hodgenorum
Tribonyx hodgenorum je vyhynulý druh nelétavého ptáka z čeledi chřástalovitých, který byl endemický pro Nový Zéland. Vyhynul patrně v 18. století následkem predace invazivními savci a svůj podíl měl i lov.

## Systematika
Druh má poměrně komplikovanou taxonomickou historii. První popis obstaral novozélandský paleozoolog Ron Scarlett v roce 1955. Scarlett druh pojmenoval jako Rallus hodgeni, avšak tento opeřenec byl záhy přeřazen do rodu Pyramidia, načež následovaly další revize a přeřazení do rodů Capellirallus, Gallirallus nebo Gallinula. Podle morfologických studií druh náleží do stejného kladu jako slípka tasmánská (Tribonyx mortierii) a slípka černoocasá (Tribonyx ventralis), pročež je od roku 2022 řazen do rodu Tribonyx. Druhové jméno hodgenorum odkazuje k bratrům Hodgenovým, kteří vlastnili pozemky s močálem v Pyramidovém údolí (Pyramid Valley), kde byly nalezeny kosterní pozůstatky druhu.

## Popis a ekologie
Tribonyx hodgenorum byl nelétavý pták menšího vzrůstu s váhou kolem 250 g. Vyskytoval se na Jižním i Severním ostrově. Stanoviště druhu tvořila lesní i močálovitá krajina.

## Vyhynutí
Druh je znám pouze z fosilních nálezů. Podobně jako u ostatních menších druhů nelétavých novozélandských ptáků, i u Tribonyx hodgenorum se za předpokládanou příčinu vyhynutí považuje predace invazivními druhy savců, v tomto případě krysami ostrovními. I přes malou velikost byl i tento chřástalovitý druh loven místními domorodci, o čemž svědčí kosterní nálezy v maorských sídlištích. Vyhynul snad v 18. století.